# 塞济
塞济（法語：Cézy，法語發音：[sezi]）是法国勃艮第-弗朗什-孔泰大区约讷省的一个市镇，属于欧塞尔区。

## 地理
塞济（47°59'32"N, 3°20'26"E）面积16.02 平方千米，位于法国勃艮第-弗朗什-孔泰大區约讷省，该省份为法国中北部内陆省份，西接卢瓦雷省，西北接塞纳-马恩省，南至涅夫勒省，东临科多尔省，东北与奥布省接壤。
与塞济接壤的市镇（或旧市镇、城区）包括：圣于连迪索、尚夫尔、贝翁、拉塞勒圣西尔、茹瓦尼、约讷河畔圣欧班、维勒西安、维勒瓦利耶。

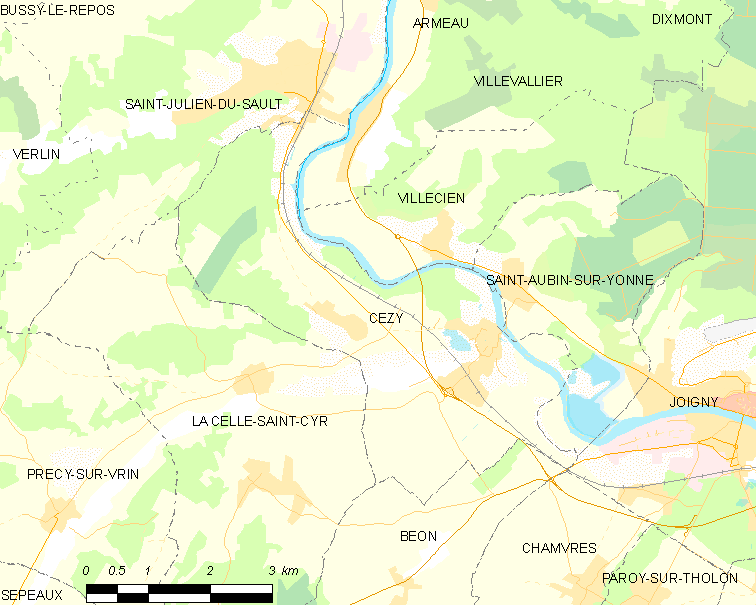
塞济的OSM定位图

塞济的时区为UTC+01:00、UTC+02:00（夏令时）。

## 行政
塞济的邮政编码为89410，INSEE市镇编码为89067。

## 政治
塞济所属的省级选区为茹瓦尼县。

## 人口

1962-2008年间塞济人口变化图示

塞济于2022年1月1日时的人口数量为1081人。